# نیروگاه رودشور
نیروگاه رودشور (در ۴۴ کیلومتری آزادراه تهران-ساوه در شهرستان زرندیه، تأسیس خرداد ۱۳۸۶)، یکی از نیروگاه‌های ایران با ظرفیت تولید ۷۹۲ مگاوات شامل ۳ واحد گازی ۲۶۴ مگاواتی مدل V94.3A ساخت مپنا (پارس، تحت لیسانس زیمنس) است.

## مقدمه
در راستای تحقق اصل ۴۴ قانون اساسی ایران مبنی بر واگذاری طرحها به بخش خصوصی صورت گرفته و قراردادان به روش B.O.O (ساخت، بهره‌برداری، مالکیت) تنظیم شده است وزارتخانه های نیرو و اقتصادی و وارداتی بانک مرکزی بانک ملت یک بانک المانی و چندشرکت خصوصی کشورمان و شرکت هایی از سوئیس، آلمان و بلژیک مشارکت دارند.
با توجه به اهداف بلند مدت شرکت بهره‌بردار در زمینه احـداث و راهبری نیروگاه و کسب دانش فنی برای راهبری و نگهداری نیروگاه بـا شرکت زیمنس قرارداد O&M منعقد گردید.برق تولیدی نیروگاه در قالب موافقت نامه تبدیل انرژی (Energy Conversion Agreement) به شرکت توانیر و شبکه سراسری برق کشور تحویل می‌شود.

## مشخصات فنی واحدها
فاز اول نیروگاه با ظـرفیت نامی ۷۹۲ مگاوات ضمی باشد. سوخت اصلی نیروگاه گاز طبیعی بوده و سوخت پشتیبان نیز گازوئیل می‌باشد که تعویض سوخت از گاز به گازوئیل و بالعکس به صورت اتوماتیک انجام می‌شود.
دور نامی توربین‌ها ۳۰۰۰ دور در دقیقه (3000rpm) ، نوع اتاق احتراق: Annular و دارای 24 عدد مشعل از نوع هایبرید Low Nox می‌باشد، کمپرسور دارای نسبت تراکم  1.17 و 15مرحله‌ای با دمپــر ورودی قابل تنظیم، توربین ۴ مرحله‌ای (4Stage) دارای پره‌های تک کریستال و روکـش سرامیک بر روی پره‌های ردیف اول اســت و دمای دود خروجی از  توربین در بار حداکثر با سوخت گاز  ۵۶۴ درجه سانتیگراد می‌باشد. ژنراتور از نوع Air-cooled سه فاز AC با ظرفیت نامی ۳۱۰ مگاولت آمپر ( Nominal Power=310MVA)بوده و ضریب قدرت0.8 (cosφ=0.8)بوده و ولتاژ خروجی آن۱۵/۷ کیلوولت  Gen.Output Voltage15.7 kV است.ترانس‌های اصلی نیروگاه با ظرفیت ۳۱۵ مگاولت آمپر ساخت شرکت زیمنس بوده و ضریب تبدیل آن۷۵/۱۵ کیلوولت به ۴۰۰ کیلوولت بوده و سیستم خنک کاری آن ONAF (Oli Natural Air Force) است.

## بهره برداری
سامانه کنترل نیروگاه از نوع DCS-Teleperm XP بوده و با توجه به سیستم‌های نصب شده در اتاق فرمان کلیه تجهیزات جانبی و همه واحدهای نیروگاه قابل کنترل و مانیتورینگ می‌باشد . هر واحد دارای یک اتاق فرمان محلی (PCC) با قابلیت کامل برای بهره برداری واحد می‌باشد .کنترل پست ۴۰۰ کیلوولت نیروگاه با استفاده از سیستم تله گیر و از طریق سیستم‌های مانیتورینگ مجزا در محل اتاق فرمان مرکزی انجام می‌گردد . چارت بهره برداری هر شیفت کاری شامل یک نفر مهندس شیفت و یک نفر به عنوان شیفت کنترلر در اتاق فرمان و یک نفر نیز اپراتور محلی می‌باشد . بهره برداری پست نیز به عهده سه نفر فوق است .

## پست ۴۰۰ کیلو ولت نیروگاه

پست ۴۰۰ کیلوولت نیروگاه

مالکیت پست ۴۰۰ کیلو ولت به شرکت برق منطقه‌ای تهران واگذار شده‌است. ولی فعلاً توسط نیروگاه بهره برداری می‌شود. پست از نوع  ۵/ ۱ کلیدی و با سطح ولتاژ ۴۰۰ کیلوولت بوده و با دو خط ۴۰۰ کیلوولت به پست رودشور و فیروزبهرام اتصال دارد.                       

## ایستگاه گاز نیروگاه

ایستگاه گاز نیروگاه

ایستگاه گاز دارای سیستم‌های گرمایش سوخت، اندازه گیری فلوی سوخت، دستگاه گاز کروماتوگراف و سیستم فیلترینگ شامل((Scrubber, filter separator, dry gas filters بوده و قابلیت بهره برداری اتوماتیک از اتاق کنترل را دارد و سوخت را از خط سراسری گاز دریافت کرده و گاز پس از ایستگاه تقلیل، با فشارbar  ۲۶ /۵ وارد ایستگاه تقلیل فشار واحدها می‌شود. بهره برداری ایستگاه گاز نیز به عهده پرسنل بهره برداری می‌باشد و مالکیت ایستگاه گاز نیز متعلق به نیروگاه‌است .

## سیستم‌های آتش نشانی

سیستم‌های آتش نشانی

سیستم آتش نشانی نیروگاه به طور کامل در حالت اتوماتیک بوده و از اتاق فرمان مرکزی کنترل می‌شود. این سیستم شامل بخش‌های زیر می‌باشد:
Water based fire extinguishing systems
Foam based fire extinguishing systems
Gas based fire extinguishing systems
Portable extinguishers
Fire alarm system
Fire detection system
Gas detection system

## پارک انرژی

موزه انرژی

به منظور ارتقاء سطح آشنایی بازدیدکنندگان و دانش آموزان با انواع انرژی و صنعت برق، پارک انرژی در محل نیروگاه ایجاد شده است . 
پارک انرژی یکی از مراکز آموزشی در راستای انجام مسئولیت اجتماعی این شرکت در نیروگاه رودشور می باشد. هدف این مجموعه، ایجاد بستر آشنایی بازدیدکنندگان با فرایند تولید برق، انتقال عینی و تجربی مفهوم انرژی، انرژی های تجدید پذیر و برخی مفاهیم فیزیک با ایجاد محیطی مفرح و پرنشاط برای ترغیب و جلب مشارکت عملی دانش آموزان است.  خلق محیطی جذاب، پویا و هدفمند برای تحریک روح کنجکاوی و جستجوگری دانش آموزان در حوزه انرژی و برخی مفاهیم فیزیک از اهداف این مرکز است.

## مدرسه فردا
به منظور تحقق اهداف فرهنگی و اجتماعی و در راستای مسئولیت های اجتماعی، مرکز آموزشی مدرسه فردا در نیروگاه رودشور تاسیس شده است . اهداف این مرکز ، کمک به یادگیری کودکان با انگیزه درونی و معرفی روش های نوین آموزشی به مربیان، برگزاری کارگاه های فرایندی براساس رویکرد فطری می باشد. در این مرکز ، آموزش از طریق استعدادیابی و خلاقیت بر اساس ذات فطری کودک پایه ریزی شده است .

## فضای سبز

فضای سبز نیروگاه

با وجود کم آبی و مشکل آبرسانی در محدودۀ نیروگاه رودشور ، با تلاش مجموعه ، اینک دارای فضای سبز به مقدار 16 هکتار با گونه های مختلف گیاهی می باشد . فرای این دستاورد ، نیروگاه رودشور بصورت داوطلبانه ،طرح دیگری با عنوان « کمربند 100 هکتاری فضای سبز » در خارج از نیروگاه را آغاز نموده است .این طرح در اطراف نیروگاه می باشد و دارای 3 فاز می باشد که فاز اول آن احداث 8 هکتار فضای سبز اجراء شده  است.
بیش از ۱۲ هکتار فضای سبز در اطراف نیروگاه و داخل سایت احداث و در مجموع تا کنون ۱۸۰۰۰ اصله نهال در محوطه عمومی کاشته شده‌است . جهت صرفه جویی در مصرف آب ، طرح آبیاری قطره ای اجرا شده‌است .